# Інститут Гердера
50°48′32″ пн. ш. 8°45′39″ сх. д. / 50.808855° пн. ш. 8.760706° сх. д.
Інститут Гердера (нім. Herder-Institut) — німецький науковий позауніверситетський центр історичних досліджень Східної Європи, заснований в 1950 році як Johann-Gottfried-Herder-Institut в місті Марбург. Інститут названо на честь Йоганна Готфрида Гердера. Тут провадяться дослідження історії Польщі, Чехії, Словаччини, Латвії, Литви, Естонії. Інститут Гердера входить до структури дослідницьких закладів Наукового товариства імені Лейбніца (нім. Leibniz-Gemeinschaft). Інститут має велику спеціалізовану бібліотеку, архів історичних зображень та колекцію карт, які містять зокрема багато джерел з історії України.

## Фонди
- Бібліотека (350 000 томів, 1300 комплектів часописів)
- Зібрання газет (10 500 томів, 5 000 000 вирізок)
- Архів історичних зображень (550 000 зображень)
- Колекція карт (33 000 карт, 1200 давніх карт, 6300 аерофотознімків)
- Архів історичних документів (займає 600 м полиць)

Pacta Subiectionis (оригінал)